# Llagunoa
Llagunoa es un género con seis especies de plantas de flores perteneciente a la familia Sapindaceae.

## Especies seleccionadas
- Llagunoa glandulosa G. Don - árbol de las cuentas[1] (en Chile)
- Llagunoa mandoni
- Llagunoa mollis
- Llagunoa nitida Ruiz & Pav. - árbol de las cuentas de rosario[1] (en Perú)
- Llagunoa prunifolia
- Llagunoa venezuelana